# Norbert Van Caeneghem
Norbert Van Caeneghem, né le 25 janvier 1912 à Roubaix, ville où il est mort le 31 décembre 1962, est un joueur de football français qui achève sa carrière en 1941.
Buteur lors de la coupe de France qu'il remporte avec l'Excelsior de Roubaix en 1933, il rejoint le CS Metz pour une saison avant de terminer sa carrière au SC Fives. Il devient le meilleur buteur de ce club avec 45 buts inscrits et dispute la finale de la coupe de France 1941 perdue contre les Girondins ASP.

## Statistiques
| Saison    | Club                 | Championnat           | Championnat | Championnat | Coupe(s) nationale(s) | Coupe(s) nationale(s) | Total | Total |
| Saison    | Club                 | Division              | M.          | B.          | M.                    | B.                    | M.    | B.    |
| 1932-1933 | Excelsior de Roubaix | Division Nationale    | 11          | 6           | 1                     | 1                     | 12    | 7     |
| 1933-1934 | Excelsior de Roubaix | Division 1            | 18          | 13          | -                     | -                     | 18    | 13    |
| 1934-1935 | Excelsior de Roubaix | Division 1            | 13          | 3           | -                     | -                     | 13    | 3     |
| 1935-1936 | CS Metz              | Division 1            | 18          | 10          | -                     | -                     | 18    | 10    |
| 1936-1937 | SC Fives             | Division 1            | 24          | 12          | -                     | -                     | 24    | 12    |
| 1937-1938 | SC Fives             | Division 1            | 30          | 12          | -                     | -                     | 30    | 12    |
| 1938-1939 | SC Fives             | Division 1            | 28          | 21          | -                     | -                     | 28    | 21    |
| 1939-1940 | SC Fives             | Championnat National  | -           | -           | -                     | -                     | 0     | 0     |
| 1940-1941 | SC Fives             | Championnat de guerre | -           | -           | 1                     | 0                     | 1     | 0     |

## Palmarès
- Vainqueur de la coupe de France en 1933 avec l'Excelsior AC Roubaix
- Finaliste de la coupe de France en 1941 avec le SC Fives